# Loud Like Love
| Recensione       | Giudizio |
| ---------------- | -------- |
| AllMusic         |          |
| Clash            |          |
| Drowned in Sound |          |

Loud Like Love è il settimo album in studio del gruppo musicale britannico Placebo, pubblicato il 16 settembre 2013 dalla Vertigo Records.

## Tracce
1. Loud Like Love – 4:51
2. Scene of the Crime – 3:27
3. Too Many Friends – 3:34
4. Hold On to Me – 4:54
5. Rob the Bank – 3:38
6. A Million Little Pieces – 4:40
7. Exit Wounds – 5:48
8. Purify – 3:45
9. Begin the End – 6:00
10. Bosco – 6:40

Traccia bonus nella versione digitale
1. Pity Party (of One)

DVD bonus nell'edizione deluxe e box set
Live at RAK Studios
1. Loud Like Love – 5:25
2. Scene of the Crime – 3:55
3. Too Many Friends – 4:12
4. Purify – 3:54
5. Pity Party (of One) – 4:15
6. Exit Wounds – 6:16
7. A Million Little Pieces – 5:02
8. Begin the End – 6:55

DVD bonus nell'edizione box set
Alternative Video Album
1. Loud Like Love
2. Scene of the Crime
3. Too Many Friends
4. Hold On to Me
5. Rob The Bank
6. A Million Little Pieces
7. Exit Wounds
8. Purify
9. Begin the End
10. Bosco

## Formazione
Placebo
- Brian Molko – voce, chitarra, tastiera
- Stefan Olsdal – basso, chitarra, pianoforte, tastiera, cimbalom, cori
- Steve Forrest – batteria, percussioni

Altri musicisti
- Bill Lloyd – tastiera, basso
- Fiona Brice – violino